# Формери (кантон)

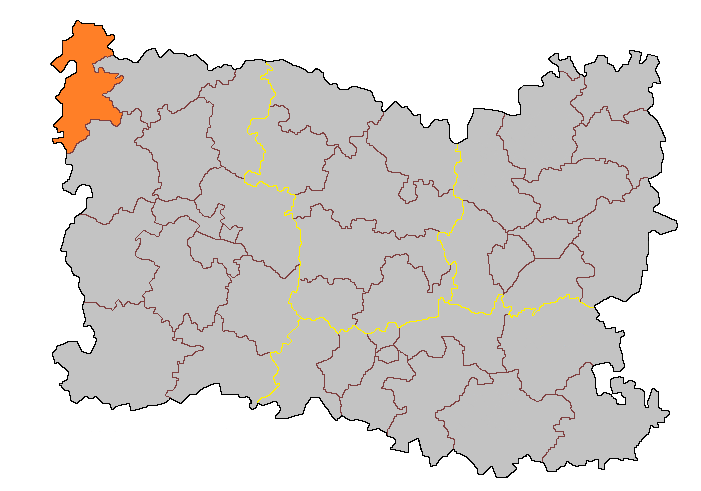
Кантон Формери на карте департамента Уаза

Формери (фр. Formerie) — упраздненный кантон во Франции, регион Пикардия, департамент Уаза. Входил в состав округа Бове.
В состав кантона входили коммуны (население по данным Национального института статистики за 2010 г.):
- Абанкур (646 чел.)
- Бларжи (499 чел.)
- Брокьер (231 чел.)
- Бувресс (176 чел.)
- Бутаван (80 чел.)
- Виллер-Вермон (126 чел.)
- Гуршель (130 чел.)
- Кампо (546 чел.)
- Канни-сюр-Терен (211 чел.)
- Кенкампуа-Флёзи (398 чел.)
- Ланнуа-Кюйер (221 чел.)
- Мольян (1 096 чел.)
- Монсо-л'Аббе (205 чел.)
- Мюромон (149 чел.)
- Омекур (159 чел.)
- Ромескам (550 чел.)
- Сен-Валери (61 чел.)
- Сен-Самсон-ла-Потри (253 чел.)
- Сент-Арну (187 чел.)
- Формери (2 099 чел.)
- Фуйуа (210 чел.)
- Эрикур-сюр-Терен (114 чел.)
- Эскль-Сен-Пьерр (138 чел.)

## Экономика
Структура занятости населения:
- сельское хозяйство — 8,3 %
- промышленность — 26,2 %
- строительство — 12,6 %
- торговля, транспорт и сфера услуг — 35,1 %
- государственные и муниципальные службы — 17,8 %

## Политика
На президентских выборах 2012 г. жители кантона отдали в 1-м туре Марин Ле Пен 32,3 % голосов против 28,4 % у Николя Саркози и 20,1 % у Франсуа Олланда, во 2-м туре в кантоне победил Саркози, получивший 60,0 % голосов (2007 г. 1 тур: Саркози  — 30,8 %, Жан-Мари Ле Пен — 21,6 %; 2 тур: Саркози — 62,6 %). На выборах в Национальное собрание в 2012 г. по 2-му избирательному округу департамента Уаза они поддержали действующего депутата, кандидата партии Союз за народное движение Жана-Франсуа Манселя, получившего 37,2 % голосов в 1-м туре и 42,1 % голосов - во 2-м туре.
|  | Кандидат        | Партия                    | % голосов |
|  | --------------- | ------------------------- | --------- |
|  | Жерар Декорд    | Союз за народное движение | 52,29     |
|  | Патрик Перимони | Радикальная партия левых  | 22,33     |
|  | Мишель Киньон   | Национальный фронт        | 14,13     |
|  | Вильям Боус     | Прочие левые              | 11,26     |

|  | Кандидат      | Партия                    | % голосов |
|  | ------------- | ------------------------- | --------- |
|  | Жерар Декорд  | Союз за народное движение | 53,15     |
|  | Жак Маттьё    | Социалистическая партия   | 22,04     |
|  | Мишель Киньон | Национальный фронт        | 17,37     |
|  | Мишель Бове   | Коммунистическая партия   | 4,00      |
|  | Марк Эпьень   | Крайне левые              | 3,43      |